# George W. F. Hallgarten
George Wolfgang Felix Hallgarten (sau Wolfgang Hallgarten, n. 3 ianuarie 1901, München – d. 22 mai 1975, Washington, D.C.) a fost un istoric american de origine germană.

## Date biografice
Hallgarten provine dintr-o familie de evrei germani, care au emigrat în secolul XIX în SUA. Străbunicul său Lazarus Hallgarten a întemeiat firma "Bankhauses Hallgarten & Co" și și-a dus familia în anul 1851 la New York. Fiul lui Lazarus, Charles Hallgarten se reîntoarce în anul 1875 la München, unde se va naște Wolfgang Hallgarten.
Wolfgang a fost coleg de clasă la gimnaziul Wilhelm din München, cu Heinrich Himmler, lucru care-l va aminti de mai multe ori. Wolfgang Hallgarten a studiat ulterior istoria la facultățile din München, Heidelberg, având ca profesori pe Alfred Weber, Emil Lederer și Max Weber. În 1925 a început să predea în Hamburg, după care în perioada nazismului german își pierde slujba, în august 1933 este nevoit să părăsească Germania emigrând în SUA.

## Opere
- Studien über die deutsche Polenfreundschaft in der Periode der Märzrevolution. Oldenbourg, München 1928 [Druckversion der Dissertation von 1924].
- „Fremdheitskomplex“ und Übernationalismus. Beiträge zur Sozialgeschichte der deutschen Rassenideologie. In: Zeitschrift für Freie Deutsche Forschung 1, 1938, Heft 1, S. 82–108.
- Imperialismus vor 1914. Die soziologischen Grundlagen der Außenpolitik europäischer Großmächte vor dem Ersten Weltkrieg. 2 Bände, 2. Aufl., C. H. Beck, München 1963 [1. Aufl.: 1951 mit dem Untertitel: Theoretisches. Soziologische Skizzen der außenpolitischen Entwicklung in England und Frankreich. Soziologische Darstellung der deutschen Außenpolitik bis zum ersten Weltkrieg].
  - [zuvor deutlich kürzer als:] Vorkriegsimperialismus. Die soziologischen Grundlagen der Außenpolitik europäischer Großmächte bis 1914. Éditions Météore, Paris 1935.
- Why Dictators? The Causes and Forms of Tyrannical Rule since 600 B.C. Macmillan, New York 1954.
  - [deutsch erweitert als:] Dämonen oder Retter? Eine kurze Geschichte der Diktatur seit 600 vor Christus. Europäische Verlagsanstalt, Frankfurt am Main 1957; rückübersetzt als: Devils or Saviours. A History of Dictatorship since 600 B.C. Translated from the German by Gavin Gibbons. O. Wolff, London 1960.
- Mein Mitschüler Heinrich Himmler. Eine Jugenderinnerung; in: Germania Judaica. Bulletin der Kölner Bibliothek zur Geschichte des deutschen Judentums, 1. Jg. 1960/61, H. 2, S. 4-7.
- Hitler, Reichswehr und Industrie. Zur Geschichte der Jahre 1918–1933. 3. Aufl., Europäische Verlagsanstalt, Frankfurt am Main 1962 [1. Aufl.: 1955].
- Das Wettrüsten. Seine Geschichte bis zur Gegenwart. Europäische Verlagsanstalt, Frankfurt am Main 1967.
- Das Schicksal des Imperialismus im 20. Jahrhundert. Drei Abhandlungen über Kriegsursachen in Vergangenheit und Gegenwart. Europäische Verlagsanstalt, Frankfurt am Main 1969.
- Als die Schatten fielen. Erinnerungen vom Jahrhundertbeginn zur Jahrtausendwende. Ullstein, Frankfurt am Main 1969.
- Deutsche Industrie und Politik von Bismarck bis heute (mit Joachim Radkau). 1. Aufl., Europäische Verlagsanstalt, Frankfurt am Main 1974.
  - [als Taschenbuch:] Deutsche Industrie und Politik von Bismarck bis in die Gegenwart. Rowohlt, Reinbek bei Hamburg 1981, ISBN 3-499-17450-2; überarb. Neuaufl.: Athenäum, Frankfurt am Main 1986; ISBN 3-434-46081-0.